# 1965-ös Copa Libertadores
Az 1965-ös Copa Libertadores volt a legrangosabb dél-amerikai nemzetközi labdarúgókupa 6. kiírása. A kupa 1965. január 31-én vette kezdetét és április 15-én ért véget.
A címvédő az argentin Independiente volt. A tornát újra az Independiente csapata nyerte meg, a kupa történetében másodjára.

## Résztvevők
| Ország    | Csapat                          | Kvalifikáció módja                    |
| --------- | ------------------------------- | ------------------------------------- |
| CONMEBOL  | Independiente (3. torna)        | Az 1964-es Copa Libertadores győztese |
| Argentína | Boca Juniors (2. torna)         | 1964-es argentin bajnok               |
| Bolívia   | The Strongest (1. torna)        | 1964-es bolíviai bajnok               |
| Brazília  | Santos (4. torna)               | 1964-es brazil bajnok                 |
| Chile     | Universidad de Chile (3. torna) | 1964-es chilei bajnok                 |
| Ecuador   | Deportivo Quito (1. torna)      | 1964-es ecuadori bajnok               |
| Paraguay  | Guaraní (1. torna)              | 1964-es paraguayi bajnok              |
| Peru      | Universitario (2. torna)        | 1964-es perui bajnok                  |
| Uruguay   | Peñarol (5. torna)              | 1964-es uruguayi bajnok               |
| Venezuela | Deportivo Galicia (1. torna)    | 1964-es venezuelai bajnok             |

## Első kör

### 1. csoport
| Hely. | Csapat          | M | Gy | D | V | G+ | G– | Gk | P | Továbbjutás vagy kiesés |
| ----- | --------------- | - | -- | - | - | -- | -- | -- | - | ----------------------- |
| 1.    | Boca Juniors    | 4 | 4  | 0 | 0 | 11 | 3  | +8 | 8 | Továbbjutott            |
| 2.    | The Strongest   | 4 | 1  | 1 | 2 | 5  | 7  | −2 | 3 |                         |
| 3.    | Deportivo Quito | 4 | 0  | 1 | 3 | 3  | 9  | −6 | 1 |                         |

| 1965. január 31. | Deportivo Quito | 0–1 | The Strongest | Quito |
|                  |                 |     | Bonano        |       |

| 1965. február 7. | Deportivo Quito | 1–2 | Boca Juniors | Quito |  |
|                  | Ordóñez         |     | Rattín       |       |  |

| 1965. február 14. | The Strongest   | 2–3 | Boca Juniors      | La Paz |  |
|                   | Morales Quevedo |     | Menéndez Silveira |        |  |

| 1965. február 21. | The Strongest | 2–2 | Deportivo Quito  | La Paz |  |
|                   | Vargas Torres |     | Paucar Galarraga |        |  |

| 1965. február 26. | Boca Juniors                  | 4–0 | Deportivo Quito | Buenos Aires |
|                   | Silveira Moraes Rojas Simeone |     |                 |              |

| 1965. március 5. | Boca Juniors   | 2–0 | The Strongest | Buenos Aires |
|                  | Menéndez Rojas |     |               |              |

### 2. csoport
| Hely. | Csapat               | M | Gy | D | V | G+ | G– | Gk | P | Továbbjutás vagy kiesés |
| ----- | -------------------- | - | -- | - | - | -- | -- | -- | - | ----------------------- |
| 1.    | Santos               | 4 | 4  | 0 | 0 | 10 | 3  | +7 | 8 | Továbbjutott            |
| 2.    | Universidad de Chile | 4 | 1  | 0 | 3 | 6  | 9  | −3 | 2 |                         |
| 3.    | Universitario        | 4 | 1  | 0 | 3 | 5  | 9  | −4 | 2 |                         |

| 1965. február 13. | Universidad de Chile | 1–5 | Santos              | Santiago |  |
|                   | Araya                |     | Pelé Mengálvio Pepe |          |  |

| 1965. február 19. | Universitario | 1–2 | Santos   | Lima |  |
|                   | Calatayud     |     | Peixinho |      |  |

| 1965. február 22. | Universitario | 1–0 | Universidad de Chile | Lima |
|                   | Fernández     |     |                      |      |

| 1965. február 26. | Santos | 1–0 | Universidad de Chile | Pacaembu |
|                   | Pelé   |     |                      |          |

| 1965. március 6. | Santos    | 2–1 | Universitario | Pacaembu |  |
|                  | Pelé Pepe |     | Zavala        |          |  |

| 1965. március 10. | Universidad de Chile  | 5–2 | Universitario | Santiago |  |
|                   | Oleniak Álvarez Araya |     | Zavala Guzmán |          |  |

### 3. csoport
| Hely. | Csapat            | M | Gy | D | V | G+ | G– | Gk | P | Továbbjutás vagy kiesés |
| ----- | ----------------- | - | -- | - | - | -- | -- | -- | - | ----------------------- |
| 1.    | Peñarol           | 4 | 3  | 0 | 1 | 5  | 2  | +3 | 6 | Továbbjutott            |
| 2.    | Guaraní           | 4 | 3  | 0 | 1 | 6  | 5  | +1 | 6 |                         |
| 3.    | Deportivo Galicia | 4 | 0  | 0 | 4 | 2  | 6  | −4 | 0 |                         |

| 1965. február 1. | Deportivo Galicia | 1–2 | Guaraní | Caracas |  |
|                  | Danilo            |     | Muñoz   |         |  |

| 1965. február 8. | Deportivo Galicia | — | Peñarol | Caracas |  |
|                  |                   |   |         |         |  |

| 1965. február 25. | Guaraní           | 2–1 | Deportivo Galicia | Asunción |  |
|                   | González Quiñonez |     | Danilo            |          |  |

| 1965. február 28. | Peñarol      | 2–0 | Deportivo Galicia | Montevideo |
|                   | Joya Abbadie |     |                   |            |

| 1965. március 7. | Guaraní        | 2–1 | Peñarol | Asunción |  |
|                  | González Muñoz |     | Rocha   |          |  |

| 1965. március 10. | Peñarol     | 2–0 | Guaraní | Montevideo |
|                   | Sasía Silva |     |         |            |

- A 2. mérkőzés győztesének a Peñarol csapatát hirdették ki, mivel a Deportivo Galicia csapatától szabálytalanság elkövetése miatt elvették a pontokat.

## Elődöntő

### A csoport
| Hely. | Csapat        | M | Gy | D | V | G+ | G– | Gk | P | Továbbjutás vagy kiesés |
| ----- | ------------- | - | -- | - | - | -- | -- | -- | - | ----------------------- |
| 1.    | Independiente | 2 | 1  | 0 | 1 | 2  | 1  | +1 | 2 | Továbbjutott            |
| 2.    | Boca Juniors  | 2 | 1  | 0 | 1 | 1  | 2  | −1 | 2 |                         |

| 1965. március 24. | Independiente  | 2–0 | Boca Juniors | Buenos Aires |
|                   | Mura Rodríguez |     |              |              |

| 1965. március 28. | Boca Juniors | 1–0 | Independiente | Buenos Aires |
|                   | Rojas        |     |               |              |

| 1965. április 5. | Boca Juniors | 0–0 (h.u.) | Independiente | Buenos Aires |  |
|                  |              |            |               |              |  |

- A pontegyenlőség miatt újrajátszásra volt szükség, de mivel a mérkőzés döntetlennel zárult, így Independiente csapata jutott tovább a jobb gólkülönbsége miatt.

### B csoport
| Hely. | Csapat  | M | Gy | D | V | G+ | G– | Gk | P | Továbbjutás vagy kiesés |
| ----- | ------- | - | -- | - | - | -- | -- | -- | - | ----------------------- |
| 1.    | Peñarol | 2 | 1  | 0 | 1 | 7  | 7  | 0  | 2 | Továbbjutott            |
| 2.    | Santos  | 2 | 1  | 0 | 1 | 7  | 7  | 0  | 2 |                         |

| 1965. március 25. | Santos           | 5–4 | Peñarol           | Santos |  |
|                   | Pelé Dorval Pepe |     | Rocha Silva Sasía |        |  |

| 1965. március 28. | Peñarol     | 3–2 | Santos        | Montevideo |  |
|                   | Silva Sasía |     | Pepe Coutinho |            |  |

| 1965. március 31. | Peñarol    | 2–1 | Santos | Buenos Aires |  |
|                   | Joya Sasía |     | Pelé   |              |  |

- A pontegyenlőség miatt újrajátszásra volt szükség, azt pedig a Peñarol csapata nyerte meg, így ők jutottok tovább.

## Döntő
| Hely. | Csapat        | M | Gy | D | V | G+ | G– | Gk | P | Továbbjutás vagy kiesés |
| ----- | ------------- | - | -- | - | - | -- | -- | -- | - | ----------------------- |
| 1.    | Independiente | 2 | 1  | 0 | 1 | 2  | 3  | −1 | 2 | Győztes                 |
| 2.    | Peñarol       | 2 | 1  | 0 | 1 | 3  | 2  | +1 | 2 |                         |

| 1965. április 9. | Independiente | 1–0 | Peñarol | Avellaneda                                                                              |  |
|                  | Bernao 83'    |     |         | Stadion: Estadio Libertadores de América Nézőszám: ~45 000 Játékvezető: Arturo Yamasaki |  |

| 1965. április 12. | Peñarol                            | 3–1 | Independiente     | Montevideo                                                                 |  |
|                   | Gonçalves 14' Reznik 43' Rocha 46' |     | De la Mata II 88' | Stadion: Estadio Centenario Nézőszám: ~45 000 Játékvezető: Arturo Yamasaki |  |

| 1965. április 15. | Peñarol  | 1–4 | Independiente                             | Santiago                                                                          |  |
|                   | Joya 44' |     | Pérez 10' Bernao 27' Avallay 33' Mura 82' | Stadion: Estadio Nacional de Chile Nézőszám: ~40 000 Játékvezető: Arturo Yamasaki |  |

- A pontegyenlőség miatt újrajátszásra volt szükség, azt pedig az Independiente csapata nyerte meg, így ők szerezték meg a trófeát.

## Bajnok
| Copa Libertadores 1965-ös bajnok |
| -------------------------------- |
| Independiente 2. cím             |

## Góllövőlista
| # | Játékos              | Klub    | Gólok |
| - | -------------------- | ------- | ----- |
| 1 | Pelé                 | Santos  | 8     |
| 2 | Pedro Rocha          | Peñarol | 4     |
| 2 | José Francisco Sasía | Peñarol | 4     |
| 2 | Héctor Jesús Silva   | Peñarol | 4     |
| 2 | Pepe                 | Santos  | 4     |